# ده نو علیا (کیار)
ده نو علیا، روستایی از توابع بخش مرکزی شهرستان کیار در استان چهارمحال و بختیاری ایران است.

## جمعیت
این روستا در دهستان ناغان قرار دارد و براساس سرشماری مرکز آمار ایران در سال ۱۳۸۵، جمعیت آن ۱۸۵ نفر (۳۸خانوار) بوده‌است.